# Nikolaus Michael Spengler

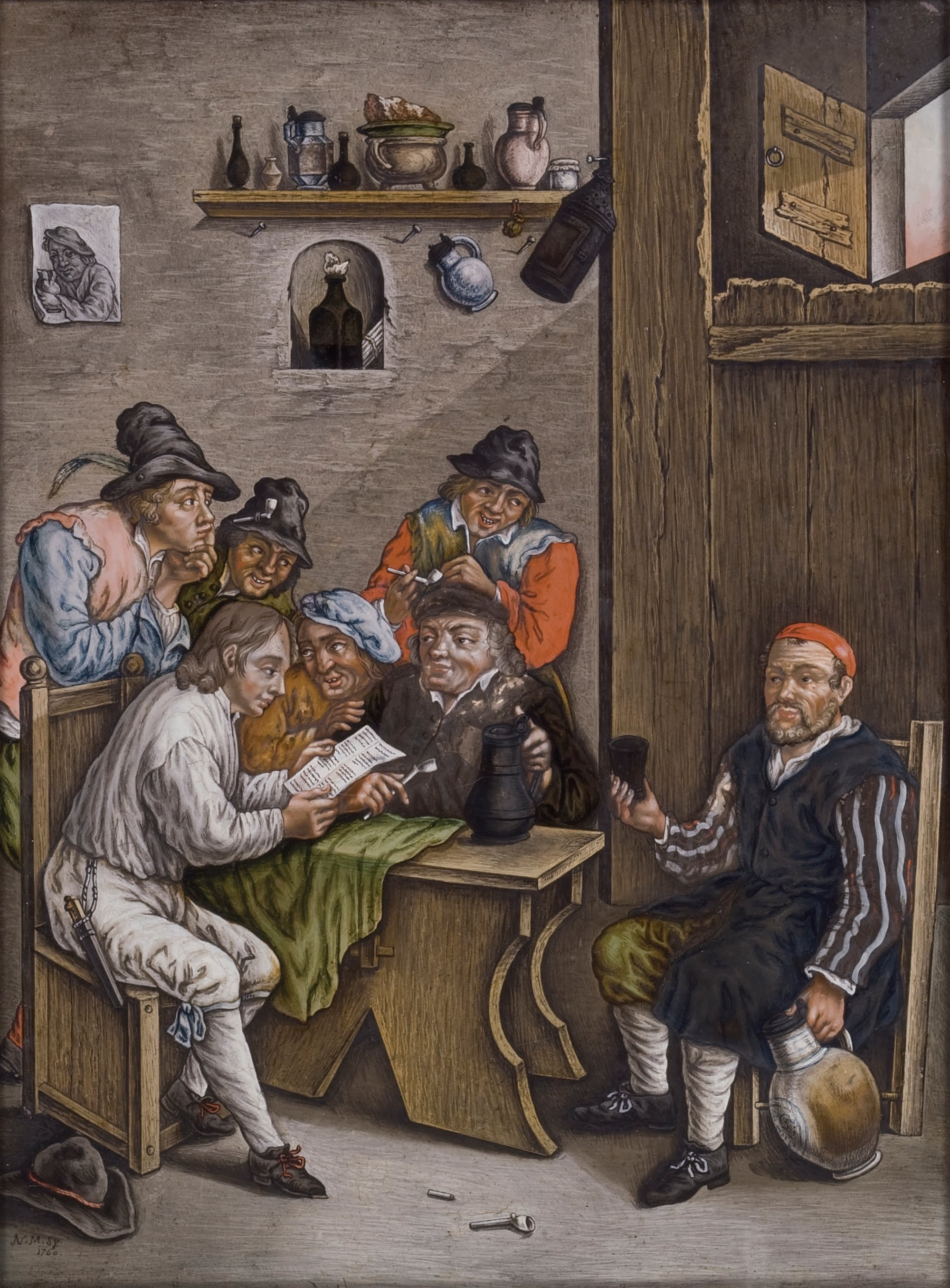

Nikolaus Michael Spengler (ur. 1700 w Konstancji, zm. 1776 w Darmstadt) - malarz niemiecki zatrudniony na dworze Landgrafstwa Hesja-Darmstadt. Malował  na szkle.
W latach czterdziestych XVIII wieku pracował w Wiedniu dla Marii Teresy Habsburg .